# روکه اولسن
روکه اولسن (انگلیسی: Roque Olsen; ۹ سپتامبر ۱۹۲۵ – ۱۵ ژوئن ۱۹۹۲) بازیکن فوتبال اهل اسپانیا بود.
از باشگاه‌هایی که در آن بازی کرده‌است می‌توان به باشگاه فوتبال رئال مادرید، باشگاه فوتبال اتلتیکو تیگره، باشگاه فوتبال کوردوبا، و باشگاه فوتبال راسینگ کلوب آویاندا اشاره کرد.